# Louis-Dominique Cartouche

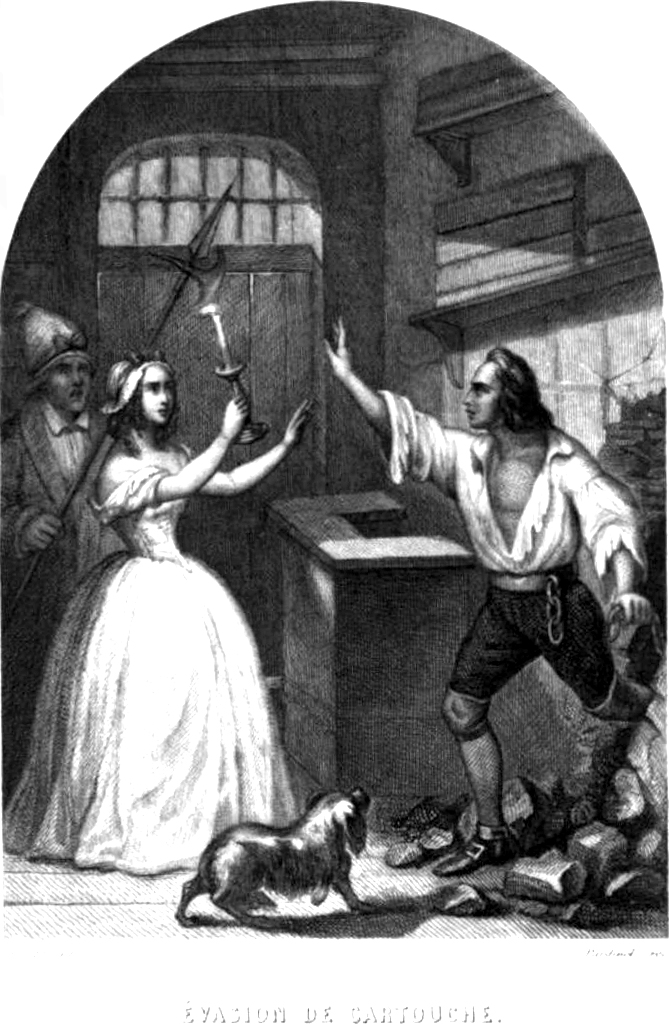
Ontsnapping van Cartouche.

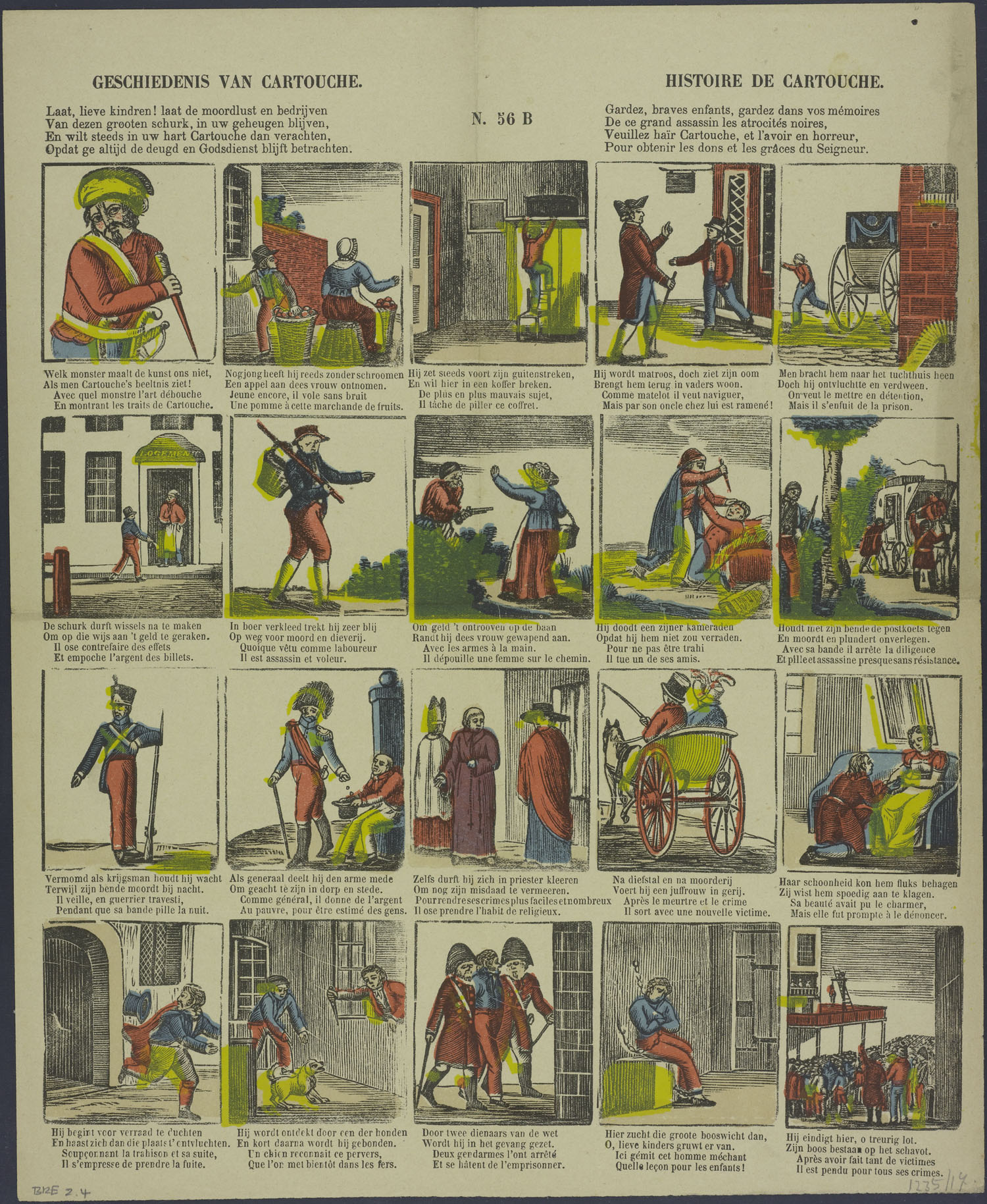
De geschiedenis van Cartouche op een centsprent (ca. 1900).

Louis-Dominique Cartouche (Parijs, 1693 — aldaar, 28 november 1721) was een Franse bandiet.

## Leven
Cartouche was de zoon van Jean Garthauszien, een tonnenmaker van Duitse origine en werd geboren in de rue du Pont-aux-Choux in Parijs. Louis-Dominique verfranste zijn naam, eerst in Gartouse, later in Cartouche. Na een korte poging tot studeren in het jezuïetencollege van Clermont verviel hij tot de criminaliteit. Op twaalfjarige leeftijd liep hij van huis weg nadat zijn vader hem wilde laten interneren. Hij sloot zich aan bij een groep zigeuners en leerde beurzen snijden en allerlei oplichterstrucs. Tijdens een kort verblijf in het leger leerde Cartouche met wapens omgaan. Hij werd hoofd van een roversbende. Hij kreeg de bijnaam L'enfant wegens zijn kleine gestalte. Hij zou maar 1m50 hebben gemeten. Eind 1717 verbond Cartouche zich met een andere brigand, François-Louis Gruthus de Châtelet, wiens bijnaam Le Lorrain was. De bende had een heel netwerk van informanten, dienaren en kamermeisjes van de meest vooraanstaande families van Parijs. Op haar hoogtepunt telde de bende verschillende honderden leden en maakte onder andere de route tussen Versailles en Parijs onveilig.
Uiteindelijk werd Cartouche door Le Lorrain verraden. Hij werd gevangen genomen en verhoord, gemarteld en veroordeeld in de Conciergerie, de gevangenis van het Palais de la Cité in Parijs. De terechtstelling vond plaats op de Place de Grève voor het Stadhuis van Parijs. Ook honderden van zijn bendeleden werden gearresteerd. Ze werden ook terechtgesteld, of veroordeeld tot gevangenisstraffen of tot galeislaaf.

## Betekenis
Cartouche was een van de vele bendeleiders in Parijs aan het begin van de 18e eeuw. Volgens de Britse historicus Eric Hobsbawm mag hij gerekend worden tot de vertegenwoordigers van het sociaal banditisme. Hij werd gevat midden in de financiële crisis veroorzaakt door het Law-systeem en zijn terechtstelling was een ideale bliksemafleider voor regent Filips van Orléans. In de volksliteratuur wordt hij afgeschilderd als een held die het opnam voor de zwakkeren in de samenleving.

## Fictie
In 1962 maakte Philippe de Broca een film naar het leven van Cartouche. De film, getiteld Cartouche, was een avonturenkomedie, met in de hoofdrollen Jean-Paul Belmondo en Claudia Cardinale.